# Theo Vennemann
Theo Vennemann (ur. 27 maja 1937 w Oberhausen-Sterkrade) – niemiecki językoznawca, specjalizujący się w lingwistyce historycznej. Znany jest ze swoich kontrowersyjnych teorii, zakładających istnienie w kontekście języków europejskich substratu baskijskiego i superstratu atlantyckiego (semickiego).
W latach 1957–1964 studiował matematykę, germanistykę, fizykę oraz filozofię na uczelniach w Getyndze oraz Marburgu. Stopień magistra uzyskał na Uniwersytecie w Marburgu; doktoryzował się zaś w 1968 r. na Uniwersytecie Kalifornijskim w Los Angeles, gdzie przedstawił pracę na temat niemieckiej fonologii. W latach 1974–2005 piastował stanowisko profesora na Uniwersytecie Monachijskim. W 2005 r. został uhonorowany tytułem profesora emerytowanego na tejże uczelni.

## Wybrana twórczość
- German phonology (1968)
- Schuchardt, the neogrammarians, and the transformation theory of phonological change (1972)
- Linguistik und Nachbarwissenschaften (1973)
- Sprache und Grammatik. Grundprobleme der linguistischen Sprachbeschreibung (1982)
- Neuere Entwicklungen in der Phonologie (1986)
- Europa Vasconica – Europa Semitica (2003)